# 7526 Ohtsuka
A 7526 Ohtsuka (ideiglenes jelöléssel (7526) 1993 AA) a Naprendszer kisbolygóövében található aszteroida. Urata Takesi fedezte fel 1993. január 2-án.